# Charmante Gabrielle

Charmante Gabrielle est une chanson écrite par Eustache Du Caurroy très populaire sous la monarchie en France et qui fait presque office d'hymne national pendant la restauration avec la chanson Vive Henri IV !. Elle est écrite en l'honneur de Gabrielle d'Estrées, maitresse d'Henri IV.

## Texte
1
Charmante Gabrielle,

Percé de mille dards,

Quand la gloire m'appelle

À la suite de Mars.
2
L'amour, sans nulle peine,

M'a par vos doux regards,

Comme un grand capitaine,

Mis sous ses étendards.
3
Si votre nom célèbre

Sur mes drapeaux brillait,

Jusqu'au delà de l'Ebre

L'Espagne me craindrait.
4
Je n'ai pu, dans la guerre,

Qu'un royaume gagner,

Mais sur toute la terre

Vos yeux doivent régner.
5
Partagez ma couronne,

Le prix de ma valeur;

Je la tiens de Bellone,

Tenez-la de mon cœur.
6
Bel astre que je quitte !

Ah! cruel souvenir !

Ma douleur s'en irrite;

Vous revoir ou mourir !
7
Je veux que mes trompettes,

Mes fifres, les échos,

A tous moments répètent

Ces doux et tristes mots.
Refrain
Cruelle départie !

Malheureux jour !

Que ne suis-je sans vie,

Ou sans amour !